# Ортис, Марсело
Марсело Дамиан Ортис (исп. Marcelo Damián Ortiz; род. 13 января 1994, Корриентес) — аргентинский футболист, защитник. Ныне выступает за аргентинский клуб «Атлетико Тукуман».

## Клубная карьера
Марсело Ортис начинал карьеру футболиста в клубе «Бока Унидос», выступая за него в Примере B Насьональ. В 2012—2013 годах он на правах аренды выступал за «Комуникасьонес» из Мерседеса. В начале августа 2017 года Ортис был отдан в аренду команде «Росарио Сентраль».
26 августа 2017 года защитник дебютировал в аргентинской Примере, выйдя на замену в середине второго тайма гостевого матча против «Колона».